# David Gálvez Casellas
David Gálvez Casellas   (Vilanova i la Geltrú, 1 d'agost de 1970) és un narrador, articulista i traductor andorrà.
Gálvez va estudiar filologia anglesa a la Universitat de Barcelona; estudis de llengua anglesa al Bradford and Ilkley Community College i Estudis Culturals i Literatura dels Estats Units (MA) a Keele University.
Ha publicat articles i relats als periòdics BonDia Andorra i Diari d'Andorra, i a les revistes Viure als Pirineus, El progrés, Nación Apache, Ex-libris Casa Bauró, Portella, Paper de vidre, Time Out Barcelona, Cap de carn, Pirineos i Supersonic.
Va ser membre fundador del Col·lectiu Portella i membre del consell editor de la revista Portella [Andorra, lletres, arts] dels números 1 al 10. El 2011 va quedar finalista al Concurs de Contes de Nadal de la Biblioteca Pública d'Andorra la Vella amb "Declaració jurada sobre el filantrop barbut".
El 2018 va quedar finalista en la categoria de millor llibre fantàstic en català dels Premis Imperdibles organitzats per l'associació cultural El Biblionauta per Arnes. Aquell mateix any va guanyar 9è Premi de Narrativa Fantàstica i de Terror d'Encamp amb "Areny amb cap de gos". El 2019 va resultar finalista del V Premi Guillem de Belibasta amb "Paio amb bosc al fons" i del Premi de Narrativa Curta de Gènere Fantàstic Frederic Pujulà-Ciutat de Figueres amb "The Duke of Edinburgh". El 2020 guanya el premi Cryptshow amb el relat "Homo mensura" publicat sota el pseudònim grupal Héctor Rivadenayra Moll (format per Gálvez i Javier Calvo).

## Obra
Ficció
- 2024 Proliferen les calandres Barcelona: Spècula ISBN 978-84-19415-35-6
- 2023 Succedanis d'eternitat Barcelona: Animallibres ISBN 978-84-17353-50-6
- 2021 Carrer del bosc Encamp: Anem Editors ISBN 978-99920-65-43-3
- 2017 Arnes Barcelona: Editorial Males Herbes ISBN 978-84-9472585-2
- 2016 Forma Andorra: Editorial Andorra ISBN 978-99920-53-87-4 (disc-llibre: textos de David Gálvez; música d'Hysteriofunk; il·lustracions d'Àstrid Janer; traducció a l'anglès de María Cristina Fernández Hall)
- 2016 L'obra articulística d'Arseni Sugranyes Andorra: Editorial Andorra ISBN 978-99920-53-84-3
- 2015 Res no és real Barcelona: Editorial Males Herbes ISBN 978-84-943108-0-5
- 2014 Cartes mortes Barcelona: Editorial Males Herbes ISBN 978-84-941888-2-4

No-ficció
- 2020 Gravats rupestres d'Andorra, l'Alt Urgell i la Cerdanya Andorra: Anem Editors (coautoria amb Jordi Casamajor)
- 2019 Allò que som. [Andorra: Anem Editors] ISBN 978-99920-65-27-3
- 2018 Libreto de l'òpera electrònica Truquen a la porta (representada el 15 de juny de 2018 amb música de Toni Gibert)
- 2017 Fragments de paisatge Andorra: Editorial Andorra ISBN 978-99920-53-96-6 (il·lustracions de Mònica Armengol)